# 菲利贝尔·德洛姆
菲利贝尔·德洛姆（法語：Philibert de l'Orme，發音：[filibɛʁ də lɔʁm]；1514年—1570年），文艺复兴时期欧洲法国建築師之一。出生于法国里昂的一个石匠之家，早年求学于意大利。学成后常年于法国宫廷参加设计与建造工作，亦著有专著。公元1570年死于法国巴黎。

## 扩展阅读
- 本条目包含来自公有领域出版物的文本: Chisholm, Hugh (编).  (第11版). London: Cambridge University Press. 1911.
- Catholic Encyclopedia article （页面存档备份，存于）
- （法文） Philibert de l'Orme